# Labeníneos
Labeníneos (Labeninae) é uma subfamília da vespas parasitoides pertencente a família Ichneumonidae.

## Tribos
A subfamília Labeninae compreende as seguintes tribos: 
- Groteini Viereck 1923
- Labenini Ashmead 1900
- Poecilocryptini Townes & Townes 1960
- Xenothyrini Wahl 1996